# تیبور پژا
تیبور پِژا (مجاری: Tibor Pézsa؛ زادهٔ ۱۵ نوامبر ۱۹۳۵) شمشیرباز اهل مجارستان بود.
وی در مسابقات کشوری و بین‌المللی در مجموع برندهٔ ۳ مدال طلا، ۵ مدال نقره، ۵ مدال برنز شده‌است.